# Joan Ponç i Bonet
Joan Ponç i Bonet (Barcelona, 28 de novembre de 1927 - Sant Pau (Alps Marítims), 4 d'abril de 1984) va ser un pintor català, un dels artistes més representatius de les primeres avantguardes de la postguerra espanyola. Fundador entre altres del famós grup Dau al Set, és l'artista que seguirà més fidel als principis del grup al llarg de la seva carrera artística.

## Biografia
Va iniciar el seu aprenentatge el 1944 al taller del pintor Ramon Rogent i Perés i a l'Acadèmia d'Arts Plàstiques de Barcelona.
Va fer la seva primera exposició individual a Bilbao el 1946. Posteriorment fa una exposició al local dels Blaus al barri de Sarrià de Barcelona, on coneixerà Antoni Tàpies i Modest Cuixart. En aquesta etapa treballa en les sèries dels "Dibuixos Podrits" i les suites "Metamorfosis", "Inquietuds, Al·lucinacions" i "Joan Ponç / Joan Brossa".
El 1948 juntament amb el poeta Joan Brossa, els pintors Modest Cuixart i Antoni Tàpies i el filòsof Arnau Puig funda la revista i crea el grup Dau al Set. Al voltant de la revista i de les exposicions paral·leles es genera una renovació del pensament i de la creació plàstica en l'entorn cultural de l'Espanya de l'època. Aquest moviment està inspirat en el surrealisme, tot creant un estil nou anomenat "magicisme plàstic", i fa de pont entre les avantguardes internacionals dels anys 20 i 30 i l'informalisme que abraçaran els seus components a la dècada dels 50, llevat precisament del mateix Ponç que restarà fidel al seu estil inicial tota la vida.
El 1948, també, coneix Joan Miró el qual representarà una gran influència en la seva obra.
El 1953 va una temporada a París on visita el Louvre i després fa un viatge al Brasil on s'establirà durant 11 anys. L'artista explica que quan va exposar a Joan Miró el seu projecte d'anar al Brasil, aquest li va fer unes cartes que li van servir per obrir-se-li totes les portes al seu nou país d'estada.
Al Brasil funda i dirigeix l'escola L'Esplai en la qual experimenta en l'entorn del dibuix i la creació plàstica. En aquesta etapa realitza les extenses suites "Caps", "Ocells", "Instruments de Tortura" i "Tortura". Possiblement cap artista ha descrit tan detalladament el sofriment humà com a les sèries de "Tortures" de Joan Ponç. Els "Caps", la suite més coneguda, estan inspirats en caps d'arlequí on es poden veure diferents expressions humanes. La suite "Ocells", que el 1965 li mereix el Gran Premi Internacional de Dibuix a la VII Biennal de São Paulo, és un estudi de diferents estats d'ànim i de geometria.
El 1964 torna a Catalunya per tractar la seva malaltia de diabetis. En aquesta època obté certa popularitat i apareix amb determinada regularitat en el mitjans audiovisuals. Aquests anys viu a les localitats del Bruc i Port Lligat, on visita sovint Dalí i amb el qual manté una relació especial, de manera que acaben en força discussions les seves múltiples trobades. Durant aquesta època fins al 1970 destaquen les suites "Violeta", "Neurastènica" i "Insectes", aquesta última inspirada en un fet que li va passar a l'artista i la seva família al Brasil en una petita propietat a la selva, on una nit van quedar envaïts per les formigues.

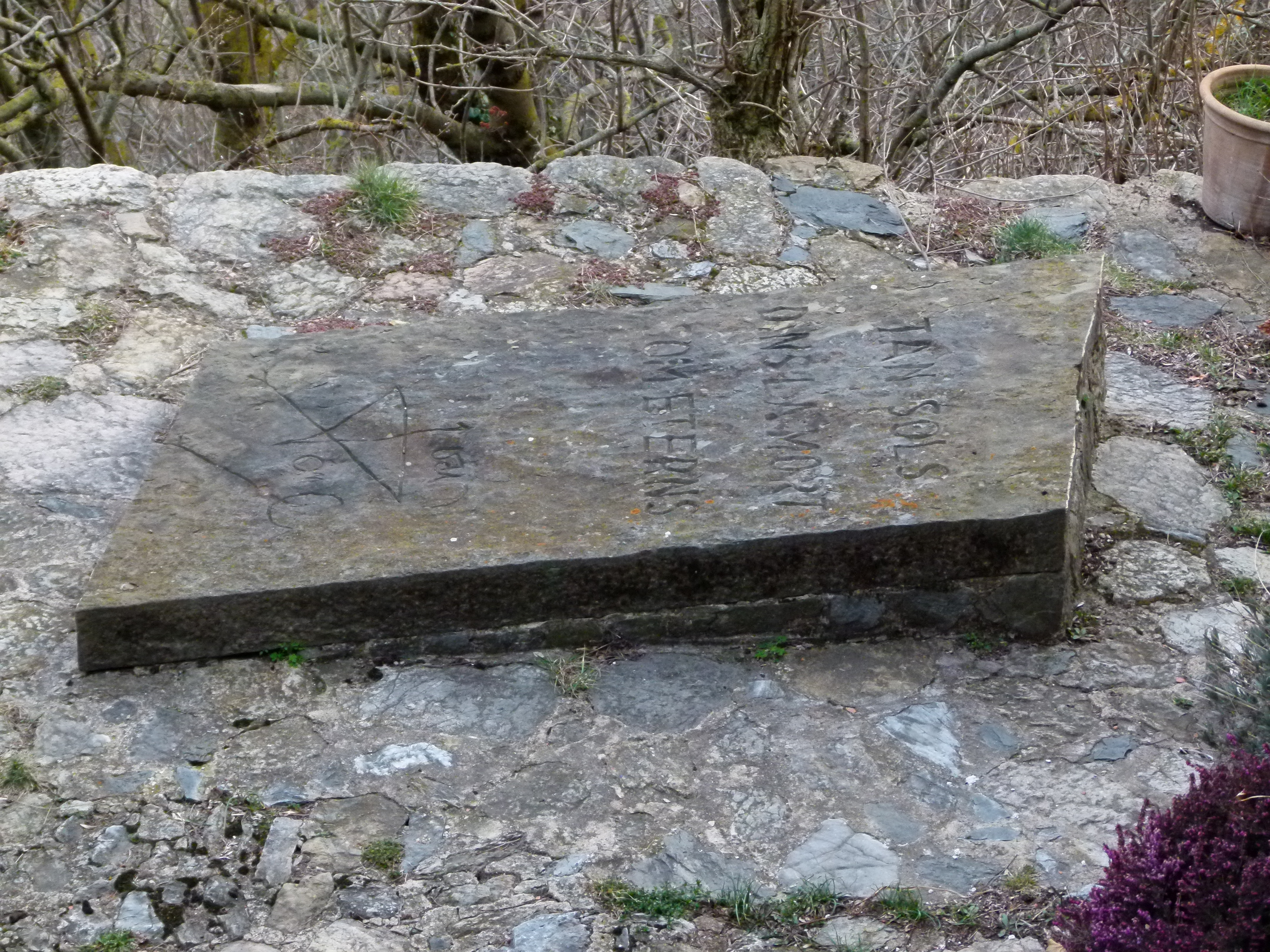
Tomba de Joan Ponç a la Roca

A partir del 70 s'instal·la al Pirineu, a la Roca (Vilallonga de Ter), on inicia una de les seves etapes més prolífiques, en olis de gran format amb una gran influència geomètrica. Els últims anys de la seva vida els passa entre Cotlliure, Ceret, Sant Pau (Alps Marítims) (lloc conegut en francès com a Saint-Paul-de-Vence) i el Pirineu. Les suites d'aquesta època són la de les "Capses Secretes", realitzada a les sales d'espera dels hospitals que freqüenta en els seus últims anys i amb la qual triomfa plenament a Barcelona, i les d'"Eròtica" i "Tauromàquia". Com a conseqüència té una gran aparició en els mitjans i concedeix gran quantitat d'entrevistes. Finalment mor a Sant Pau el 1984 i és enterrat a la Roca.
El que caracteritza aquest pintor és la seva imatge d'artista maleït, misteriós i esotèric. Tota la seva obra gira entorn de la màgia, de manera que és l'artista que romangué més fidel a l'estil inicial del grup Dau al Set.
La tardor del 2017 li van dedicar una exposició commemorativa a la Pedrera de Barcelona.

### Obra en museus
- Museu d'Art Contemporani de Barcelona (MACBA)
- Museu Nacional d'Art de Catalunya (MNAC)
- Museu Abelló de Mollet del Vallès.
- Museo Nacional Centro de Arte Reina Sofía
- Museu d'Art Modern de Tarragona (MAMT)